# Thestylus
Genre
Synonymes
- Telegonus C. L. Koch, 1836 nec Hübner, 1816
- Maecocentrus Karsch, 1880

Thestylus est un genre de scorpions de la famille des Bothriuridae.

## Distribution
Les espèces de ce genre sont endémiques du Brésil,.

## Liste des espèces
Selon The Scorpion Files (17/04/2020) :
- Thestylus aurantiurus Yamaguti & Pinto-da-Rocha, 2003
- Thestylus glasioui (Bertkau, 1880)
- Thestylus signatus Mello-Leitão, 1931

## Publication originale
- Simon, 1880 : Études arachnologiques 12e Mémoire (1). XVIII. Descriptions de genres et espèces de l’ordre des Scorpiones. Annales de la Société entomologique de France, sér. 5, vol. 10, p. 377-398 (texte original).